# Shrawardine
Shrawardine är en by i civil parish Montford, i distriktet Shropshire, i grevskapet Shropshire, i England. Byn är belägen 10 km från Shrewsbury. Shrawardine var en civil parish fram till 1934 när blev den en del av Montford. Civil parish hade 176 invånare år 1931. Byn nämndes i Domedagsboken (Domesday Book) år 1086, och kallades då Saleurdine.